# Papuatrigona genalis
Papuatrigona genalis là một loài Hymenoptera trong họ Apidae. Loài này được Friese mô tả khoa học năm 1908.